# Arco romano de Dona Isabel
O Arco romano de D. Isabel corresponde a uma das portas da antiga muralha romana na cidade de Évora. Situa-se no entroncamento da Rua de Dona Isabel com a Rua do Menino Jesus na atual freguesia da Évora (São Mamede, Sé, São Pedro e Santo Antão).
Esta estrutura militar foi edificada entre finais do século II e o início do século III d. C, quando Évora era conhecida com Ebora Liberalitas Iulia. Foi construída em granito possuindo 4,315 m de altura por 3,98 m de largura. O arco é composto por 29 silhares em cunha.
O Arco foi declarado Monumento Nacional no decreto de 1910.